# ریچارد لوسیک
ریچارد لوسیک (انگلیسی: Richard Losick؛ زادهٔ ۱ ژانویهٔ ۱۹۴۳) زیست‌شناس مولکولی، و استاد دانشگاه اهل ایالات متحده آمریکا است.
وی همچنین برندهٔ جوایزی همچون نشان ملی علوم، جایزه گاردینر، جایزه سلمان واکسمن در میکروبیولوژی، و جایزه لوئیزا گراس هوروویتس شده‌است.